# Wait for U
«Wait for U» es una canción inetrpretada por el rapero estadounidense Future con las voces del cantante y rapero canadiense Drake y la cantante nigeriana Tems. Fue enviada a la Rhythimc contemporany radio como el segundo sencillo del noveno álbum de estudio de Future, I Never Liked You, lanzado el 3 de mayo de 2022. 
Se usa de sample la canción Tems titulada «Higher», de su EP debut, For Broken Ears de 2020. Future y Drake escribieron la canción con los productores FnZ (Finatik y Zac) y ATL Jacob, con Tems y Oddio añadidos como compositores por el sample. La obra auditiva trata sobre la toxicidad ocasional de una relación romántica.
La canción debutó en el número uno en el Billboard Hot 100, siendo el segundo de Future, el décimo de Drake, y el primero de Tems en la lista.

## Recepción de la crítica
Michael Di Gennaro de Exclaim! sintió que es una de "las canciones de Future con más sonido de Drake desde el punto de vista de la producción" con "momentos tiernos que se remontan a las aspiraciones de estrella del pop que Future alguna vez tuvo al escribir canciones para Rihanna y Ciara". En una crítica negativa fue del crítico Anthony Malone de HipHopDX opinó que tanto «Wait for U» como "I'm on One"; otra pista de I Never Like You en la que aparece Drake, no "coinciden con la química del rey tóxico de sus colaboraciones anteriores", y agregó que "como una vieja estrella de rock que todavía puede tocar los éxitos de la memoria muscular, Drake y Future recitan las mismas historias de aventuras de una noche, DM corruptos y noches llenas de drogas en el club mientras duermen" y "sin embargo, su carisma está notablemente ausente de su música. Una crítica similar fue de Alphonse Pierre de Pitchfork dijo que el sample de «Higher» de Tems "es una trampa para que la canción sea pegadiza, pero Future y Drake están en piloto automático que prefiero escuchar el original".

## Vídeo musical
El vídeo oficial fue dirigido por Director X, fue estrenado el 5 de mayo de 2022. Trata sobre el amor y la traición con una temática medieval. El vídeo incluye la aparición de Moxie Raia, Cece Rose, el productor ATL Jacob, Strick, y Trey Richards. Drake interpreta a un caballero que entrega una nota a una reina para Future, quién hace de un rey "tóxico". En el camino para entregar la nota, Drake se involucra en una pelea de espadas y rescata a una mujer. Al final del vídeo, Future gana un duelo contra otro hombre mientras la reina lee su nota, pone los ojos en blanco y la tira. La nota de Future es una referencia a un texto suyo filtrado de 2018 en el que le dijo a una mujer que no quería verla.

## Créditos y personal
- Future – voz principal, compositor
- Drake – voz secundaria, compositor
- Tems – voz secundaria, compositor
- FnZ
  - Finatik – Producción, compositor
  - Zac – Producción, compositor
- ATL Jacob – producción, compositor
- Oddio – compositor
- Ethan Stevens – mezcla
- Joe LaPorta – masterización
- Eric Manco – grabador

## Posicionamiento en las listas
| Listas (2022)                          | Posición |
| -------------------------------------- | -------- |
| Australia (ARIA)                       | 15       |
| Canadá (Canadian Hot 100)              | 3        |
| Austria (Ö3 Austria Top 40)            | 65       |
| Alemania (Offizielle Deutsche Charts)  | 82       |
| Global 200 (Billboard)                 | 2        |
| Irlanda (IRMA)                         | 21       |
| Eslovaquia (Singles Digitál Top 100)   | 78       |
| Lituania (AGATA)                       | 35       |
| Países Bajos (Mega Single Top 100)     | 59       |
| Nueva Zelanda (Recorded Music NZ)      | 13       |
| Estados Unidos (Billboard Hot 100)     | 1        |
| Estados Unidos (Hot R&B/Hip-Hop Songs) | 1        |
| Estados Unidos (Rhythmic)              | 25       |
| Suiza (Schweizer Hitparade)            | 34       |
| Reino Unido (UK Singles Chart)         | 8        |
| Reino Unido (UK R&B Chart)             | 5        |
| Suecia Heatseeker (Sverigetopplistan)  | 1        |

## Historial de lanzamiento
| Región         | Fecha             | Formato                     | Discografía     | Ref.   |
| -------------- | ----------------- | --------------------------- | --------------- | ------ |
| Estados Unidos | 3 de mayo de 2022 | Rhythimc contemporany radio | Freebandz, Epic | [ 24 ] |
| Italia         | 6 de mayo de 2022 | Radio airplay               | Freebandz, Epic | [ 25 ] |